# AGM-88 HARM
AGM-88 HARM (HARM – абревиатура от High-speed Anti-Radar Missile) е американска високоскоростна противорадиолокациона ракета. Разработена за да замени ракетите AGM-45 Shrike. Способна е да бъде насочена срещу високочестотни Радио-Локационни Станции (РЛС). Много по-малко уязвима към традиционните методи за борба с подобен вид ракети, като например изключването на РЛС при засечен пуск на ракета.